# بیمارستان ناحیه‌ای ادلاید (دماغه شرقی)
بیمارستان ناحیه‌ای ادلاید (دماغه شرقی) (به انگلیسی: Adelaide Provincial Hospital (Eastern Cape)) بیمارستانی همگانی در شهر کیپ شرقی آفریقای جنوبی است و دارای حدود ۳۵ تخت است.